# Oberleitungsbus Aşgabat

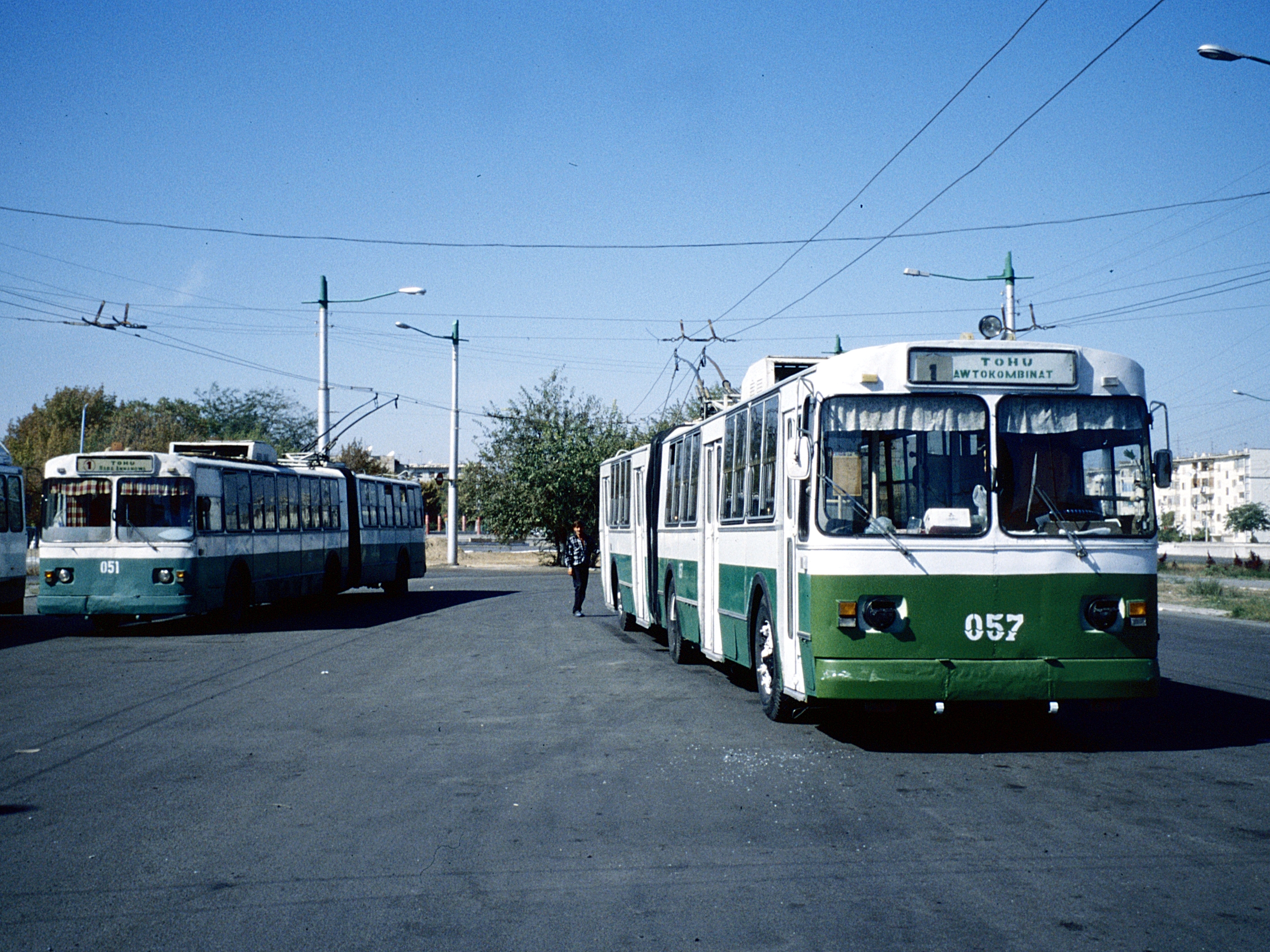
O-Bus Depot Aschgabat

Der Oberleitungsbus Aşgabat war der einzige Oberleitungsbus-Betrieb in Turkmenistan. Weitere Netze gab es im zentralasiatischen Staat nie. 
Der Obusverkehr in der turkmenischen Hauptstadt Aşgabat wurde am 19. Oktober 1964 eröffnet und am 31. Dezember 2011 stillgelegt. Zum Zeitpunkt der Unabhängigkeit des Landes verkehrten die sieben Linien 1, 2, 2A, 3, 5, 7 und 8, zuletzt wurde hingegen nur noch die Linie 1 elektrisch bedient. 
Zum Einsatz kamen überwiegend ältere Fahrzeuge aus sowjetischer Produktion, ergänzt wurden sie durch 46 modernere Wagen des tschechischen Typs Škoda 14 Tr, diese wurden durch die Weltbank finanziert. 